# El Aid Maamar Kouadri
Pour les articles homonymes, voir Kouadri.
El Aid Maamar Kouadri est un footballeur algérien né le 2 septembre 1984 à Chlef. Il évoluait au poste de gardien de but au RC Kouba.

## Biographie
Il évolue en Division 1 avec le club de l'ASO Chlef.

## Palmarès
- Champion d'Algérie en 2011 avec l'ASO Chlef.
- Vice-champion d'Algérie en 2008 avec l'ASO Chlef.
- Accession en Ligue 2 en 2017 avec le RC Kouba.